# Roque de Gando
El Roque de Gando es un pequeño roque marino a una distancia de 300 m al noreste de la península de Gando en el municipio de Telde, en la isla de Gran Canaria (Canarias, España). Está protegido con la categoría de sitio de interés científico.
Con una superficie de unas 0,5 hectáreas, es el espacio protegido más pequeño de Gran Canaria.

## Características
Constituye una estructura geomorfológica representativa de los abundantes roquedos del litoral insular resultado de la erosión marina de lo que fue en su día el edificio volcánico de Gando que se formó durante el Pleistoceno.
La vegetación que se encuentra es de características halonitrófilas, es decir, sometida a una alta salinidad y nitrificación: la suaeda (Suaeda vermiculata y Suaeda vera), la uvilla de mar (Zygophyllum fontanesii), la barrilla (Mesembryanthemum crystallinum), el cosco (Mesembryanthemum nodiflorum), o la beta (Beta patellaris).
La avifauna es el grupo de vertebrados mejor representado en este Espacio Natural Protegido, siendo de hecho un enclave donde anidan varias aves marinas. Además destaca la presencia de dos especies de reptil: la lisa (Chalcides sexlineatus) y el perenquén (Tarentola boettgeri). Entre los invertebrados terrestres se encuentran diversas especies de insectos, los cuales se ven condicionados por el aislamiento al que están sometidos.